# Spearmint Rhino
Spearmint Rhino est un chaîne de strip clubs principalement basée aux États-Unis, au Royaume-Uni, et en Australie.

## Opérations
John Gray est le fondateur et PDG de Spearmint Rhino Consulting Worldwide. Sa société détient les marques déposées Spearmint Rhino Gentlemen's Clubs, Dames N 'Games Topless Sports Bars, California Girls Gentlemen's Clubs, Blue Zebra Adult Cabaret et Dirty's Topless Bar. En 2010, le Spearmint Rhino ouvre le 1616 Club, sa première discothèque non adulte, au centre-ville de Los Angeles.
Le siège mondial de la société est situé à Norco, en Californie, aux États-Unis. Le club londonien, à Tottenham Court Road, est le club phare du Royaume-Uni.